# Ferusa Jergeschowa
Ferusa Jergeschowa (kasachisch Феруза Ергешова; * 17. November 1991 in Schymkent, Kasachische SSR, UdSSR) ist eine kasachische Taekwondoin, die im Schwergewicht aktiv ist.
Jergeschowa wird von Baurchan Amankulow trainiert. Sie startet seit 2008 bei internationalen Wettbewerben. Bei ihren ersten internationalen Titelkämpfen, der Juniorenweltmeisterschaft 2008 in Izmir, erreichte sie in der Klasse bis 68 Kilogramm das Viertelfinale. Im Erwachsenenbereich nahm sie erstmals in Kopenhagen an der Weltmeisterschaft 2009 teil, schied jedoch in der Klasse bis 73 Kilogramm frühzeitig aus. Im folgenden Jahr schaffte Jergeschowa den Durchbruch in die internationale Spitze. In der Klasse bis 73 Kilogramm wurde sie in Astana erstmals Asienmeisterin, in Guangzhou gewann sie nach einer Finalniederlage gegen Luo Wei die Silbermedaille. Beim asiatischen Olympiaqualifikationsturnier 2011 in Bangkok erreichte sie im Schwergewicht über 67 Kilogramm das Finale gegen Nadin Dawani und sicherte sich die Teilnahme an den Olympischen Spielen 2012 in London.